# جياكومو ماريني
جياكومو ماريني (بالإيطالية: Giacomo Marini)‏ هو عالم حاسوب ورائد أعمال إيطالي، ولد في 1951 في كونيولي في إيطاليا.